# فرانسوا بلان
فرانسوا بلان (بالفرنسية: François Blanc)‏ هو تطوير عقاري وشخصية أعمال ورياضياتي فرنسي، ولد في 12 ديسمبر 1806 في Courthézon ‏ في فرنسا، وتوفي في 27 يوليو 1877 في Leukerbad ‏ في سويسرا.